# Dorcadion aries
Dorcadion aries là một loài bọ cánh cứng trong họ Cerambycidae.